# 街娼

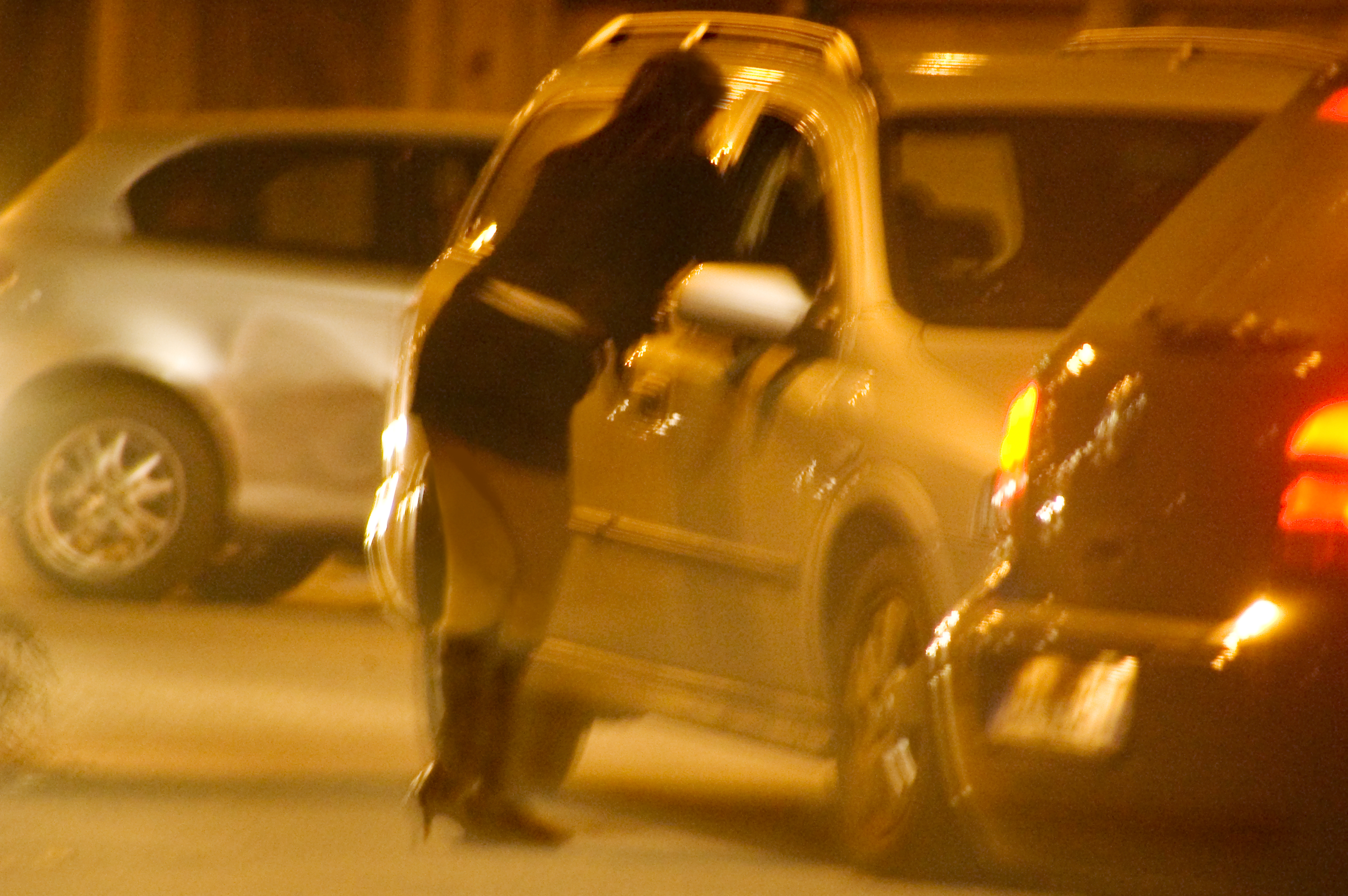
客引きをする街娼。2005年撮影。

街娼（がいしょう）は、公共の場所で客引きや価格交渉などをする売春の形態。一般的には、街頭で待機したり街路を歩き回ったりしながら行われることが多い。公園やベンチなど、その他の公共の場所で行われることもある。

## 概要
街娼の形態は娼婦や男娼が行う個人売春である「立ちんぼ」と、彼ら・彼女ら自身ではない関係者が売春の周旋を行う「ポン引き」がある。「立ちんぼ」は「ストリートガール」（和製英語）とも呼ばれる。立ちんぼは、しばしば、一見してそれと判るような服装をしている。性行為は、顧客の車の中や、近傍の人目につかない街頭、あるいは、彼ら・彼女ら自身の家や、モーテルの部屋などで行われる。
日本語の表現としての「街娼」は、大正末期から用いられ始め、第二次世界大戦後に一般化した。

## 合法性

### 日本
日本では売春防止法第5条により以下の行為をした者について6月以下の懲役又は1万円以下の罰金の刑事罰が規定されている。
- 公衆の目にふれるような方法で、人を売春の相手方となるように勧誘すること
- 売春の相手方となるように勧誘するため、道路その他公共の場所で、人の身辺に立ちふさがり、又はつきまとうこと
- 公衆の目にふれるような方法で客待ちをし、又は広告その他これに類似する方法により人を売春の相手方となるように誘引すること

1977年6月21日の東京高裁判決では「公衆の目にふれるような方法で客待ち」について「単に売春の目的で公共の場所等をうろつき、あるいは立ち止まり相手方の誘いを待つだけでなく、外形上、売春の目的のあることが、その服装、客待ち行為の場所・時刻等と相まち、一般公衆に明らかとなるような挙動を伴う客待ち行為をいうものと解するのが相当」としている。
1957年4月1日から2024年3月31日までは売春防止法第17条により、満20歳以上の女子については執行猶予付きの懲役刑判決が出た際に補導処分に付することができた（2022年5月25日に公布された困難女性支援法附則第4条の規定によって売春防止法が改正され、2024年4月1日から補導処分が廃止となった）。
2024年、東京の歌舞伎町などで立ちんぼが急増。警視庁は、過去の売春行為について逮捕状を取り、再び客待ちのため歌舞伎町に現れたタイミングで売春防止法違反（客待ち）の疑いで逮捕する手法を導入した。
日本の地方自治体によっては、売春類似行為目的で公衆の目にふれるような方法で客引きや客待ちも刑事罰の対象とした迷惑防止条例が制定されていることがある。東京都の迷惑防止条例では、繁華街を中心に「客引き等の相手方となるべき者を待つ行為を規制する区域」の設定が行われ、公共の目に触れる形で客引き（飲食店などへの勧誘も含む）のために待機すること自体が禁止されている。

### 日本国外
街娼行為は、他の形態の売春が合法化されている法制度の下においても、非合法とされていることが多い。
セックスワーカーのうち、街娼行為に従事する者は 10-20% のみだと推定されているが、逮捕される売春婦の 90% は街娼であるとも推定されている。
例えば、売春自体は合法とされているイギリスのような法制度においても、街娼は非合法とされている。
また、一部の法制度は、街娼を探すためにゆっくりと車を走らせるカーブ・クローラー (kerb crawler) の行為を違法としている。
オーストラリアにおける売春の場合、ニューサウスウェールズ州では、学校の近傍など特定の地域を除いて街頭で価格交渉などをすることが合法化されているが、他の州や準州は街頭におけるそうした交渉を禁じており、免許制度の下で売春宿が認められている場合も同様の扱いになっている。
ニュージーランドでは、街娼は合法である。ドイツにおいても街娼は認められているが、都市によって市当局が一定の区域や時間帯による規制をかけることができるため、場所ごとに多様な規制がおこなわれている。
アメリカ合衆国における売春をめぐる制度は、50州すべてにおいて街娼を非合法化しており、49州はあらゆる形態の売春を違法としている。ネバダ州は、免許制度の下で売春宿を許可しているが、それも一部の僻地だけであり、人口が集中する主要な都市地域では認められておらず、売春宿が営業しているのは9郡のみであり、また、売春宿以外の場所における売春行為は全州どこにおいても非合法化されている。
オランダにおける売春をめぐる制度では、4都市に「tippelzone」と称される特別な区域が設けられており、街娼行為が合法化されている。この区域は、地域住民との摩擦を避けるために、ビジネスパークの中に設けられることが多く、「afwerkplek」と称されるセックス・ドライブインが設けられていることもある。しかし、ほとんどの場所では、売春婦たちは免許を所持していなければならない。

## 日本における歴史

### 戦前
江戸時代には本所吉田町（現石原四丁目）に夜鷹が多かったとされる。
明治維新後には浅草公園が開設され、浅草公園周辺に銘酒屋が登場し、1923年の関東大震災によって浅草千束町の私娼窟が潰れ浅草全体に私娼窟が拡大していったが、この浅草公園周辺に街娼も出現していたとされる。

### 戦後混乱期
戦後混乱期には上野駅〜上野公園周辺（ノガミ）や新宿駅周辺などにアメリカ軍の将兵を相手にした街娼のパンパン・ガールが登場し、性病が蔓延した1946年（昭和21年）には米軍東京憲兵司令部が感染源追求と一斉検挙（俗に言うパンパン狩り）の指示を行った。パンパン・ガールは交渉に日本語混じりの英語、通称 Pampan English を用いていた。
1947年（昭和22年）4月22日、NHKが街頭録音で収録した有楽町付近の「闇の女の声」をラジオで放送。日本国中にパンパンの存在が知られるようになった。
上野駅周辺にはパンパンだけでなく戦災による浮浪者（駅の子）もたくさんおり、1945年（昭和20年）10月よりその強制収容が行われていたが、1948年（昭和23年）5月には警視庁や東京都らが浮浪者対策として上野駅周辺の地下道および上野公園の一部の封鎖を決定したとされる。同年11月には上野公園の男娼による田中栄一警視総監の殴打事件が起き、同年12月には上野公園が夜間封鎖されるようになり、翌1949年5月末には東京都において買春等取締条例が施行された。

### 売春防止法成立後
1957年4月には売春防止法が猶予期間付きで施行され、1958年4月には同法が完全施行されて赤線が廃止されたが、当時の東京には取締を行ってもまだ8,000人近くの街娼が居たとされる。同1958年の光井雄二郎の著書『白線』によれば当時の東京の街娼は新宿区の二幸新宿店（現新宿アルタ）の裏、旭町（現新宿四丁目）、歌舞伎町、港区の青山、新橋に居たとされる。
1980年代後半〜1990年代にはテレフォンクラブ（テレクラ）ブームが起きてそれが女子学生へと広がっていったが、テレクラが問題視されるようになると彼女らはテレクラ離れを起こし、1995年夏には歌舞伎町の新宿コマ劇場（現新宿東宝ビルの位置に存在）の前で街娼をするようになったされる。
2020年代には新宿区歌舞伎町の大久保公園・大久保病院周辺で街娼をする女性が交縁女子（立ちんぼ女子）と呼ばれるようになっていったが、彼女らの多くはホストクラブの売掛金を稼ぐために街娼をしていたとされる。元々交縁女子は2021年以前にもいたが、増えたのは2022年とされる。また、交縁女子を追いかける中年男性を追っかけ男子といい、「交縁マップ」や「交縁マニュアル」が作成されている。

## リスクと調査
街娼は、身体的暴行や性的暴行の被害を受けやすく、また、客に金品を強奪されることもよくある。
世界保健機関 (WHO) によれば、バングラデシュにおける調査の結果、街娼たちの 50% ないし 60% は、制服を着た警官などにレイプされたことがあり、40% ないし 50% は、地域の客にレイプされたことがあったという。
メリッサ・ファーレーが、世界9カ国（カナダ、コロンビア、ドイツ、メキシコ、南アフリカ共和国、タイ王国、トルコ、アメリカ合衆国、ザンビア）、854人の売春婦たちを対象に調査したところ、インタビュー対象となった女性たちの 95% が身体的暴行を受けたことがあり、75% がレイプされた経験をもち、89% が売春をやめたいと考えているという結果となった。しかし、ファーレーの研究の調査手法や中立性には、ロナルド・ウェイツァーをはじめとする他の研究者たちから批判が寄せられた。 ウェイツァーは、ファーレーの知見がラディカル・フェミニズムのイデオロギーに強く影響されたものである、とも指摘している。
経済学者であるスティーヴン・D・レヴィットとスディール・アラディ・ヴェンカテシは、2008年にアメリカ合衆国シカゴでおこなった街娼の調査で、ポン引きなしに働く街娼の平均時給は25ドルほどで、ポン引きと組んだ場合にはこれが50%跳ね上がることを明らかにした。この水準は、彼女たちが得られる他の仕事の概ね4倍に相当する。街娼たちは、およそ450回の客との接触ごとに逮捕され、10回逮捕されるごとに監獄に送られる。
2004年にイギリスでおこなわれた調査によれば、街娼の 95% は薬物中毒者であり、78% がヘロイン使用者となっており、クラック・コカイン中毒者の数も増加しつつあるとされた。

## COVID-19 の影響
新型コロナウイルス感染症の世界的流行の中で、人と接触する職業（その中には売春も含まれる）は、一部の国々において（あるいは一時的に）禁止されることになった。このため、各地では売春婦の数が減った。

## 関連作品
- 田村泰次郎『肉体の門』 1947年
- 各務千代『悲しき抵抗 : 闇の女の手記』1947年
- 角達也『男娼の森』 1949年